# (5137) Frevert
(5137) Frevert (1990 VC) – planetoida z pasa głównego asteroid okrążająca Słońce w ciągu 4,11 lat w średniej odległości 2,56 j.a. Odkryta 8 listopada 1990 roku.